# Đảo kinh hoàng (phim 2010)
Đảo kinh hoàng (tên gốc tiếng Anh: Shutter Island) là bộ phim tâm lý bí ẩn giật gân Mỹ sản xuất năm 2010 của đạo diễn Martin Scorsese, với Leonardo DiCaprio thủ vai chính, dựa trên cuốn tiểu thuyết của Dennis Lehane.
Chi phí cho bộ phim là đô la Mỹ $80,000,000. Trên toàn thế giới, tổng doanh thu của bộ phim là $ 294.803.014 đô la .

## Nội dung
Bộ phim lấy bối cảnh năm 1954, viên cảnh sát thuộc cơ quan Cảnh sát Tư pháp Hoa Kỳ (USMS) là Edward "Teddy" Daniels (Leonardo DiCaprio thủ vai) đang điều tra sự biến mất của một nữ sát nhân trốn thoát khỏi bệnh viện tâm thần Boston's Shutter Island Ashecliffe và được cho là ẩn náu gần đó.
Teddy đã tìm đến hòn đảo nơi bệnh viện tọa lạc vì những lý do cá nhân, nhưng chẳng bao lâu, anh tự hỏi liệu anh đã ra đảo như một phần của một âm mưu tinh vi của các bác sĩ bệnh viện có phương pháp điều trị triệt để phi đạo đức và bất hợp pháp hết sức nham hiểm.
Teddy với kỹ năng khôn ngoan sớm điều tra một manh mối hứa hẹn, nhưng bệnh viện từ chối cho anh truy cập vào hồ sơ mà anh nghi ngờ sẽ làm sáng tỏ vấn đề. Khi một cơn bão cắt đứt liên lạc với đất liền, nhiều tên tội phạm nguy hiểm hơn "thoát hiểm" trong sự tình cờ và các đầu mối càng ngày càng khó hiểu, Teddy bắt đầu nghi ngờ tất cả mọi thứ - trí nhớ của mình, đối tác của mình, ngay cả sự tỉnh táo của chính mình.
Teddy và Chuck thấy các nhân viên có vẻ bất hợp tác. Bác sĩ John Cawley từ chối lật lại hồ sơ, và họ biết được Bác sĩ Lester Sheehan của Rachel Solando đã rời khỏi hòn đảo để đi nghỉ ngay sau khi Solando biến mất, khiến họ không thể thẩm vấn anh ta. Họ được bảo rằng Khu C, một trong ba khu giam bệnh nhân, là nơi dành cho những bệnh nhân nguy hiểm nhất, cùng với ngọn hải đăng đều đã được tìm kiếm. Trong lúc phỏng vấn, một bệnh nhân viết "Chạy đi" (RUN) vào sổ ghi chú của Teddy. Teddy bỗng dưng bị đau nửa đầu do bầu không khí của bệnh viện và anh thấy viễn cảnh mình từng là lính Mỹ trong quá trình giải phóng trại tập trung Dachau, có cả việc nhóm của anh xử bắn nhóm lính Đức. Anh có giấc mơ về vợ mình là Dolores Chanal, người đã bị chết trong đám cháy do Andrew Laeddis đốt. Cô nói với Teddy rằng Solando và Laeddis đều vẫn còn trên đảo. Teddy giải thích với Chuck rằng việc truy tìm Laeddis là động cơ thầm kín của anh khi nhận vụ án này.
Teddy và Chuck thấy Solando đã trở lại mà không có lời giải thích. Teddy gặp George Noyce, một bệnh nhân bị biệt giam, người tuyên bố rằng các bác sĩ đang làm thí nghiệm trên bệnh nhân, một số người đã bị đưa đến ngọn hải đăng để làm phẫu thuật thùy não. Noyce cảnh báo rằng mọi người trên đảo, bao gồm Chuck, đang chơi một trò chơi công phu được dàn dựng cho Teddy. Teddy và Chuck leo lên những vách đá tiến về phía ngọn hải đăng. Họ tách ra và Teddy thấy xác của ai đó trông giống Chuck bên dưới. Khi anh leo xuống, cái xác đã biến mất nhưng anh tìm thấy một hang động có một người phụ nữ ẩn náu, cô ta tự xưng là Rachel Solando thật sự. Cô nói rằng cô là bác sĩ cũ tại bệnh viện, người đã phát hiện ra những cuộc thí nghiệm với chất hướng thần và phẫu thuật thùy não nhằm phát triển kỹ thuật kiểm soát tâm trí. Trước khi cô có thể báo cho chính quyền, cô đã bị bắt vào Ashecliffe như một bệnh nhân. Sau đó Teddy quay lại bệnh viện nhưng không thấy bằng chứng về việc Chuck từng ở đó.
Nghĩ rằng Chuck đã bị đưa đến ngọn hải đăng, Teddy đột nhập vào đó và phát hiện ra Cawley đang đợi anh. Cawley giải thích rằng Teddy thực sự là Andrew Laeddis, bệnh nhân nguy hiểm nhất của họ, bị giam ở Khu C vì tội giết người vợ trầm cảm Dolores sau khi cô nhấn nước giết chết con của họ. Hai cái tên Edward Daniels và Rachel Solando là phép đảo chữ của Andrew Laeddis và Dolores Chanal, và cô bé trong giấc mơ của Andrew chính là con gái anh, Rachel. Cawley khẳng định Andrew đã tấn công Noyce hai tuần trước vì gã đã gọi anh là Laeddis. Các sự kiện trong những ngày vừa qua được dựng lên để chữa trị chứng bệnh điên cuồng của Andrew bằng cách cho anh đóng vai Edward "Teddy" Daniels. Các nhân viên bệnh viện là một phần của cuộc thử nghiệm, bao gồm Lester Sheehan đóng vai Chuck Aule và một y tá đóng vai Rachel Solando. Bị choáng ngợp bởi những ký ức đau thương, Andrew đã ngất xỉu.
Andrew tỉnh dậy trong bệnh viện dưới sự theo dõi của Cawley, Sheehan, viên cai ngục và nữ y tá. Khi được thẩm vấn, anh kể lại sự thật một cách mạch lạc, làm hài lòng các bác sĩ. Cawley cho biết họ đã lưu trữ tình trạng này từ chín tháng trước nhưng Andrew lại bị tái phát. Ông cảnh báo đây sẽ là cơ hội cuối cùng của Andrew, nếu anh còn bị tái phát thì họ đành phải phẫu thuật thùy não của anh.
Một thời gian sau, Andrew ngồi trong khuôn viên bệnh viện với Sheehan nhưng lại gọi anh ta là "Chuck", nói rằng họ phải rời khỏi hòn đảo. Sheehan lắc đầu với Cawley. Viên cai ngục ra hiệu cho lính gác đưa Andrew đi làm phẫu thuật. Trước khi đi, Andrew hỏi Sheehan rằng liệu điều đó có tệ hơn việc "sống như một con quái vật hoặc chết như một người tốt". Sheehan sửng sốt gọi Andrew là "Teddy" nhưng anh ta không trả lời, điều đó chứng tỏ anh ta vẫn là Andrew nhưng mong muốn mình bị phẫu thuật. Cảnh cuối phim cho thấy ngọn hải đăng trong khi Andrew chuẩn bị làm phẫu thuật.

## Diễn viên
- Leonardo DiCaprio vai Edward "Teddy" Daniels
- Mark Ruffalo vai Chuck Aule
- Ben Kingsley vai Tiến sĩ John Cawley
- Max von Sydow vai Tiến sĩ Jeremiah Naehring
- Michelle Williams vai Dolores Chanal
- Emily Mortimer vai Rachel Solando 1
- Patricia Clarkson vai  Rachel Solando 2
- Jackie Earle Haley vai George Noyce
- Ted Levine vai Warden
- John Carroll Lynch vai Warden McPherson
- Elias Koteas vai Andrew Laeddis
- Ruby Jerins vai Bé gái
- Robin Bartlett vai Bridget Kearns
- Christopher Denham vai Peter Breene